# Tom Chilton
Thomas James Chilton (15 de marzo de 1985, Reigate, Inglaterra, Reino Unido), más conocido como Tom Chilton, es un piloto de automovilismo de velocidad británico especializado en turismos.
Corrió en el Campeonato Británico de Turismos entre 2002 y 2011, logrando 11 victorias y 42 podios. Resultó quinto en los años 2005 y 2010, séptimo en 2006 y 2011, y noveno en 2003, 2004 y 2007.
En 2012 comenzó a competir en el Campeonato Mundial de Turismos, donde obtuvo cinco triunfos, y el quinto puesto de campeonato en 2013. Además, obtuvo victorias absolutas en sport prototipos de Le Mans en la American Le Mans Series y la Le Mans Series.
Es hermano de Max Chilton, expiloto de Fórmula 1 y actualmente de IndyCar Series.

## Carrera

### Campeonato Británico de Turismos (2002-2011)
Luego de competir en turismos en el BRSCC, Chilton comenzó a competir en el Campeonato Británico de Turismos en 2002 con un Vauxhall Astra del equipo Barwell. Debutó con un tercer puesto en la primera manga en Brands Hatch, y puntuó en siete de 20 carreras para ubicarse 15.º en el campeonato absoluto y quinto en el de privados.
En 2003 pasó al equipo Arena, para pilotar un Honda Civic oficial como compañero de equipo de Matt Neal y Alan Morrison. Obtuvo un tercer puesto y puntuó en 14 en 17 carreras largadas, por lo que terminó noveno en el campeonato. En 2004 obtuvo dos triunfos y cinco podios en 30 carreras, de modo que repitió la novena colocación final.
Arena perdió el apoyo oficial de Honda en 2005. Chilton siguió como único piloto de dicho equipo, logrando cuatro triunfos y nueve podios en 24 carreras disputadas con un Honda Civic. Pese a ausentarse en dos fechas, culminó quinto en el campeonato por detrás de Neal, Yvan Muller, Dan Eaves y Jason Plato. Por otra parte, fue piloto de Zytek en sport prototipos, participando en tres fechas de la American Le Mans Series y cuatro de la Le Mans Seriesj unto a Hayanari Shimoda. Allí triunfó respectivamente en Laguna Seca y los 1000 km de Nürburgring, en ambos casos ante los Audi R8 oficiales.
En la temporada 2006 del BTCC, Chilton fichó por Triple 8, el equipo oficial de Vauxhall. Obtuvo seis podios pero ninguna victoria con su Vauxhall Astra, de modo que se ubicó séptimo en la tabla general. Nuevamente consiguió seis podios en 2007, ahora a los mandos del nuevo Vauxhall Vectra oficial, quedando en este caso en el noveno escalón. Además, volvió a correr con un Zytek del equipo Arena. Resultó sexto en los 1000 km de Silverstone junto a su hermano, octavo en los 1000 km de Nürburgring junto a Shimoda, abandonó en Petit Le Mans y llegó retrasado en Laguna Seca junto a Darren Manning.
El piloto dejó Vauxhall por el equipo Dynamics en el año 2008. A los mandos de un Honda Civic, consiguió una victoria y cuatro podios en las 30 carreras, quedando asó décimo en el campeonato.
Chilton pasó a correr para el equipo Arena en 2009. Luego de puntuar en apenas dos de las primeras 18 carreras con su Ford Focus, el piloto logró tres podios y siete resultados puntuables en las 12 restantes, por lo que terminó en la 13.ª posición.
Arena adoptó un motor a gas licuado del petróleo en sus Ford Focus para la temporada 2010 del BTCC. Chilton logró tres victorias, siete podios y 16 top 5 en 30 carreras, de modo que finalizó quinto por detrás de Plato, Neal, Gordon Shedden y Tom Onslow-Cole. En 2011, de vuelta con motor a gasolina, consiguió dos triunfos, un tercer puesto y 10 top 5, por lo que culminó séptimo en el campeonato.

### Campeonato Mundial de Turismos (2012-presente)

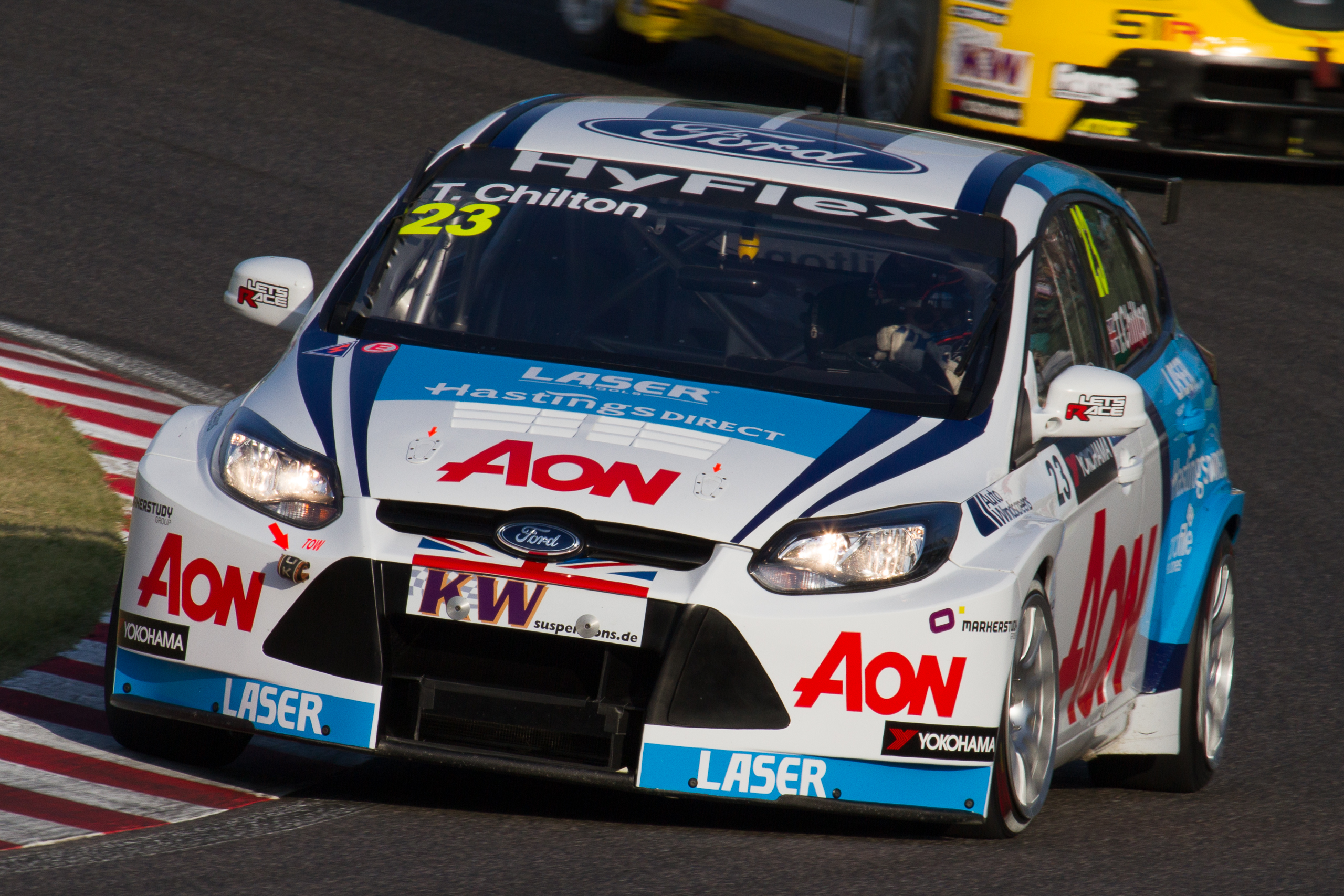
Ford Focus de Tom Chilton en la fecha de Suzuka del Campeonato Mundial de Turismos 2012.

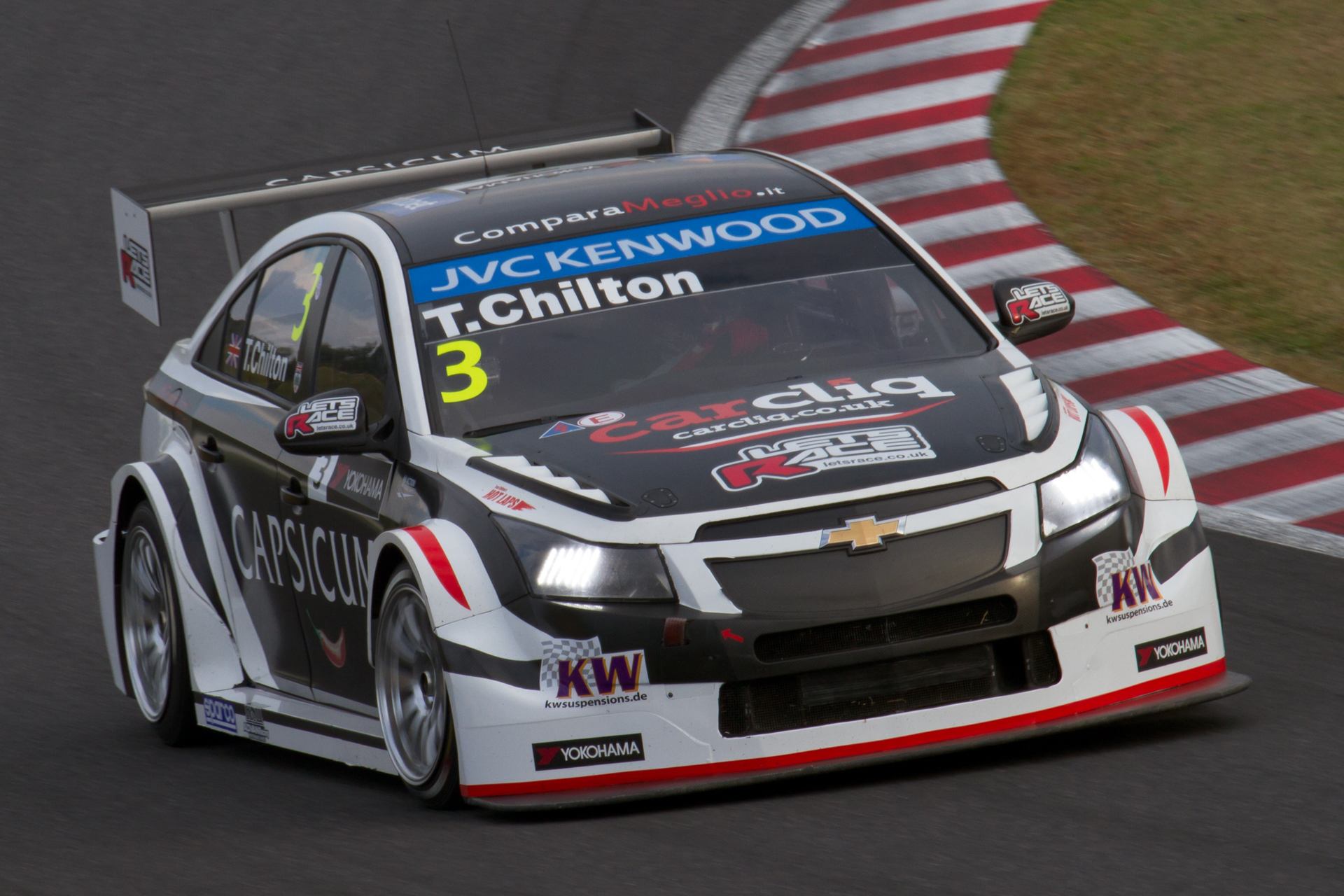
Chilton conduciendo un Cruze del equipo ROAL en 2014.

En 2012, Arena pasó a disputar el Campeonato Mundial de Turismos, manteniendo entre sus pilotos a Chilton. Obtuvo un séptimo puesto y un décimo como únicos resultados puntuables en 24 carreras, quedando relegado a la 22ª posición final. El equipo, que había sido comprado por su padre, cerró al finalizar la temporada.
El piloto continuó en el Campeonato Mundial de Turismos 2013 con un Chevrolet Cruze de RML. Obtuvo dos victorias, seis podios y 17 resultados puntuables en 24 carreras, resultando así quinto por detrás de Muller, Gabriele Tarquini, James Nash y Robert Huff.
Chilton continuó pilotando un Chevrolet Cruze en el Campeonato Mundial de Turismos 2014, pero ahora en el equipo ROAL. Triunfó en la primera manga de Goldenport, obtuvo un segundo puesto, dos cuartos puestos, dos quintos y 17 resultados puntuables en 23 carreras. Así, se colocó octavo en el campeonato. En 2015 obtuvo un tercer puesto, dos cuartos, un quinto y dos sextos en 24 carreras, de modo que acabó undécimo en la clasificación general.
El británico se incorporó al equipo de Sébastien Loeb para el Campeonato Mundial de 2016.Triunfó en la primera carrera de Argentina, y finalizó octavo el campeonato. En 2017 extendió el contrato con el equipo francés.